# إيديوفون منفوخ
الإيديوفون المنفوخ (بالإنجليزية: Blown idiophone) هي أحد فئات الآلات الموسيقية في نظام هورنبوستيل-ساكس لتصنيف الآلات الموسيقية. هذه الإيديوفونات تنتج صوتا عند تهييجها بالهواء المتحرك. فمثلا يتوفر الaeolsklavier على عصي بينما يتوفر الpiano chanteur على لوحات.
تنقسم هذه الفئة للتصنيفين الفرعيين التاليين:
- عصي منفوخة (141)
  - 141.1 عصي منفردة منفوخة.
  - 141.2 أطقم عصي منفوخة.
    - Aeolsklavier
- لوحات منفوخة (142)
  - 142.1 لوحات منفردة منفوخة.
  - 142.2 أطقم عصي منفوخة.

## وصلات خارجية
- http://www.music.vt.edu/musicdictionary/texti/Idiophone.html
- http://www.wesleyan.edu/vim/svh.html